# Retable de Castelfranco
Le retable de Castelfranco (Pala di Castelfranco en italien) ou La Vierge et l'Enfant entre Saint François et Saint Nicaise est une huile sur bois de peuplier (200 × 152 cm) de Giorgione, daté de 1503-1504 environ. Il est conservé à son emplacement d'origine, dans l'équivalent de son cadre d'origine, dans une chapelle latérale de la cathédrale de Castelfranco Veneto, ville natale de Giorgione, en Vénétie, dans le nord de l'Italie, bien que l'église actuelle date du XVIIIe siècle.
Le retable a tous les éléments d'une Conversation sacrée typique, avec la Vierge trônant avec l'enfant, avec saint François à droite et saint Nicaise à gauche. Cependant, la hauteur extrême du trône est très inhabituelle et crée un effet très différent des tableaux de ce type de Giovanni Bellini et d'autres peintres, où le trône n'est que légèrement surélevé et les personnages sont à peu près au même niveau.
Le caractère extraordinaire de l'œuvre, qui a eu une réelle influence sur l'art vénitien ultérieur, est également dû au fait qu'il s'agit du seul retable réalisé par l'artiste. Il fait aussi partie d'une poignée de peintures - peut-être trois - qui peuvent être attribuées avec une quasi-certitude à Giorgione.

## Histoire
Le retable de Castelfranco, l'une des rares œuvres certaines de Giorgione, remonte aux environs de 1503, commandé par le condottiere Tuzio Costanzo pour la chapelle familiale de la cathédrale Santa Maria Assunta e Liberale de Castelfranco Veneto .
Tuzio Costanzo, un chef originaire de Messine (« la première lance d'Italie » pour le roi de France Louis XII), s'était installé à Castelfranco en 1475, après avoir servi la reine Catherine Cornaro à Chypre, gagnant le titre de vice-roi. Le retable de Castelfranco est une œuvre de dévotion privée que Tuzio voulut d'abord pour célébrer sa famille, et plus tard en 1500, pour se souvenir de son fils Matteo, également condottiere, décédé tragiquement à Ravenne entre le printemps 1504 et l'été 1505 pendant la guerre pour le contrôle du Casentino, comme le rappelle le pierre tombale se trouvant aujourd'hui au pied du retable (à l'origine elle était placée sur le mur droit de la chapelle), probablement l'œuvre de Giovan Giorgio Lascaris, dit Pirgotele, un sculpteur raffiné et mystérieux, actif à Venise entre les XVe et XVIe siècles.
La disparition de son fils, comme semblent le confirmer les investigations radiographiques menées sur le retable, a probablement conduit Tuzio à demander à Giorgione de modifier la structure originale de l'œuvre, avec la transformation de la base du trône en sarcophage en porphyre, sépulture royale par excellence, à l'effigie de la famille Costanzo, et avec l'accentuation de la tristesse de la Vierge. La conversation sacrée est caractérisée par le groupe de la Vierge avec l'Enfant Jésus isolé dans le ciel pour souligner la dimension divine. En arrière-plan, un paysage apparemment doux, mais marqué par les traces inquiétantes de la guerre (à droite, deux minuscules personnages sont armés, tandis qu'à gauche, un village à tourelles est en ruines) : l'arrière-plan renvoie à un moment historique précis, ou aux décennies troublées se situant entre le XVe et le XVIe siècle.
Une chapelle familiale, contenant les tombes de Matteo et Tuzio, construite dans les murs de chaque côté du tableau a également été commandée. L'église a ensuite été démolie et remplacée par la cathédrale de Castelfranco en 1724. Le nouveau bâtiment, qui subsiste aujourd'hui, contient une petite chapelle abritant le tableau et la tombe de Matteo juste en dessous. Certains érudits ont émis l'hypothèse que saint Nicaise lui-même est en fait un portrait de Matteo.
Comme toutes les autres œuvres de Giorgione, celle-ci a été réalisée pour une famille de classe sociale élevée : il ne s'agit pas d'une commande ecclésiastique.
Le 10 décembre 1972, le retable a été volé dans la cathédrale et retrouvé après environ trois semaines dans une chaumière abandonnée, semble-t-il après le paiement d'une rançon. Après avoir été récupéré, il a été restauré avec précision en 2002-2003 par les laboratoires des Galeries de l'Académie de Venise et exposé dans la grande exposition Le maraviglie dell'arte, avant d'être restitué à la cathédrale de Castelfranco en décembre 2005 où il est visible.

## Description et style

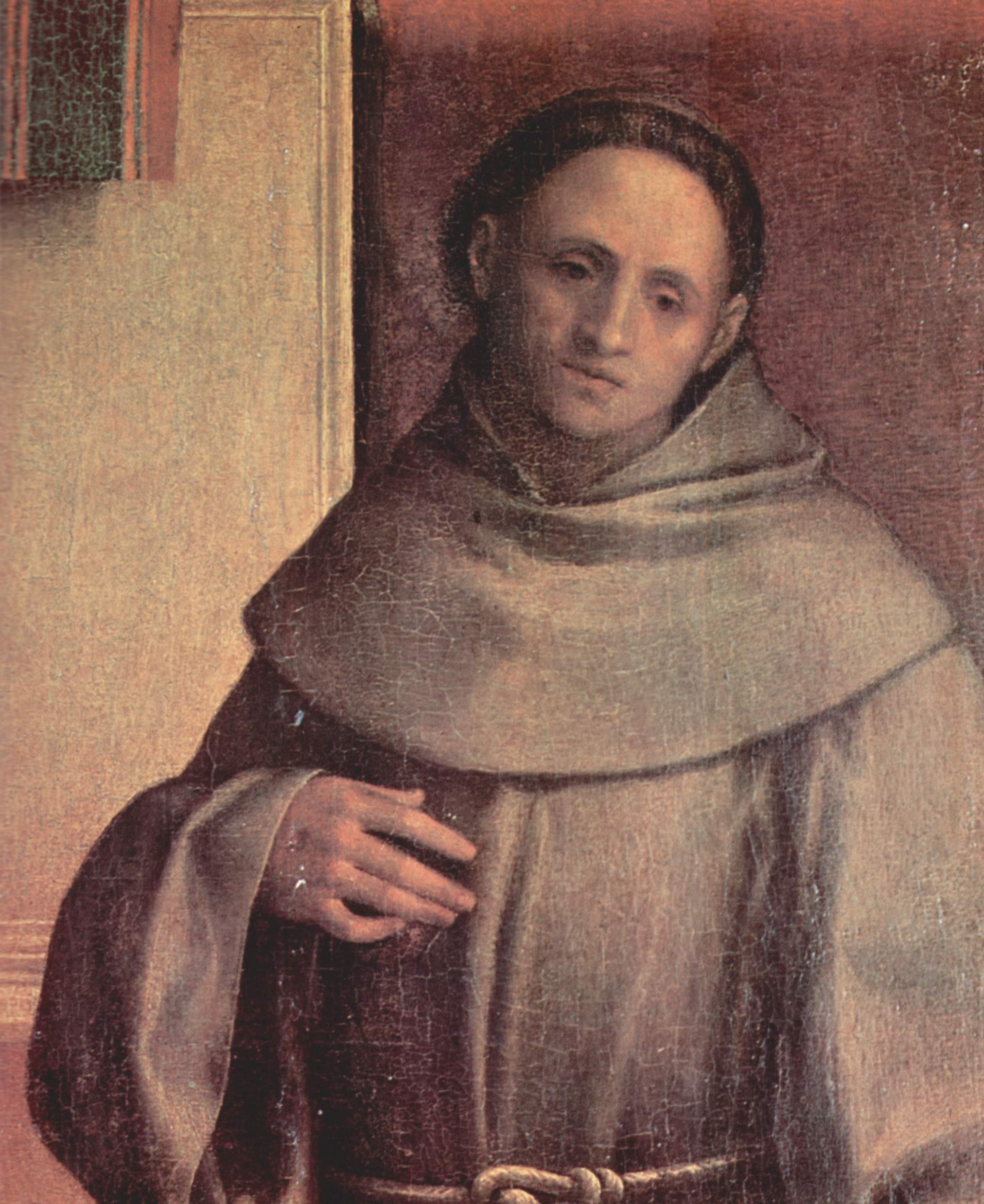
Détail.

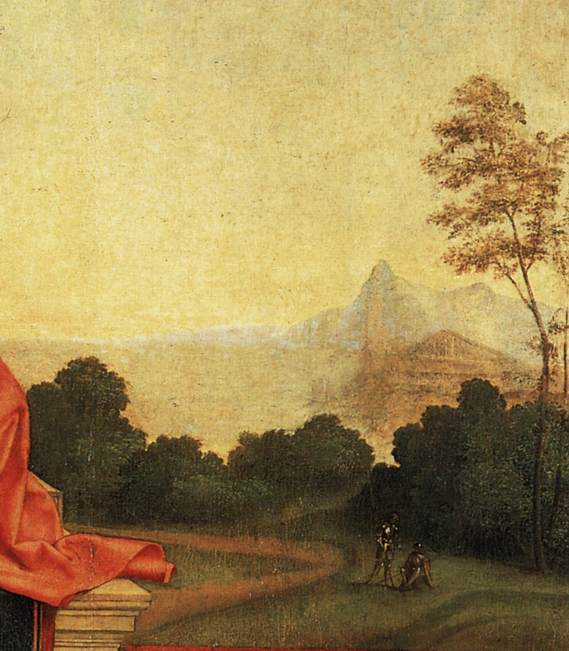
Détail.

Le retable représente la Vierge à l'Enfant sur un trône élevé, installé à son tour sur un socle qui repose sur un sarcophage en porphyre, avec les armoiries de la famille Costanzo. Le désir de tourner un regard triste et absorbé vers le vrai sarcophage, qui contenait le fils mort du client, a certainement conditionné l'organisation iconographique de la scène, créant ce que l'on pourrait définir comme une pyramide très haute, avec la tête de la Vierge au sommet et à la base les deux saints qui se trouvent devant un parapet : à droite François d'Assise (inspiré du Retable de Saint-Job de Giovanni Bellini) et à gauche Nicaise (identifiable par l'insigne de l'Ordre de Saint-Jean de Jérusalem). L'identification de l'autre saint est plus complexe : l'iconographie qui fait référence aux saints guerriers est claire, comme Georges de Lydda (éponyme du peintre, dont la chapelle porte le nom et patron de la ville), Libéral d'Altino (titulaire de la cathédrale et saint patron du diocèse de Trévise), saint Nicaise (martyr de l'ordre des chevaliers de Jérusalem, auquel appartenait également le client Tuzio Costanzo), ou enfin Florian de Lorch (vénéré entre l'Autriche et la haute Vénétie). A priori, l'identification de saint Nicaise apparait la plus réaliste, martyr vénéré, souvent avec François, surtout à Messine, la ville natale de Tuzio, et considérant que le frère et un fils étaient chevaliers de l'ordre de Saint-Jean de Jérusalem ; les deux saints représentent aussi  symboliquement, comme cela arrive souvent avec Giorgione, les deux parties de la devise de l'ordre de Saint-Jean de Jérusalem : « Tuitio Fidei (défense de la foi) et Obsequium Pauperum (union avec les pauvres) ». Les deux saints tournent leur regard vers l'observateur hypothétique, agissant comme un lien entre le monde réel et le monde divin.
Le blason « parlant » de la famille Costanzo représente six côtes (Costanzo : côtes) avec une bande rouge, et placé en évidence au centre du sarcophage en porphyre, sous le trône de la Madone. On ne sait pas pourquoi les nobles Costanzo s'étaient installés à Castelfranco Veneto, puisque la famille était originaire du royaume de Naples, une branche de la capitale napolitaine et l'autre branche de Messine.
Le schéma de composition traditionnel est allégé par l'utilisation inédite d'éléments tels que le trône et le paysage, qui occupent une bonne partie de l'arrière-plan. Il convient également de noter l'absence de toute référence aux éléments ecclésiastiques de l'architecture.
L'artiste abandonne, par rapport aux modèles lagunaires, le fond architectural traditionnel, proposant une partition originale : au niveau inférieur, une partie terrestre, avec le sol en damier en perspective et un parapet rouge lisse en toile de fond (en réalité, une bâche enroulée autour de la structure) et une moitié supérieure céleste, avec un paysage large et profond, formé par la campagne et les collines et peuplé à droite par deux minuscules figures de guerriers en armure (allusion au thème de la guerre et de la paix) et sur la gauche par un village fortifié partiellement en ruine où le blason du Lion de saint Marc se distingue sur le sommet en reconstruction. La continuité est garantie par l'utilisation parfaite de la lumière d'ambiance qui unifie les différents plans et figures avec des tons doux et enveloppants, malgré les différences entre les divers matériaux, de l'éclat de l'armure de saint Nicaise à la douceur des vêtements de la Vierge.
Stylistiquement, le retable est construit à travers un tonalisme donné par le chevauchement progressif des couches colorées, qui rendent le clair-obscur doux et enveloppant. La forme pyramidale, portée ici à une extrême pureté de composition, dérive d'œuvres telles que le Retable de San Cassiano d'Antonello de Messine, maintenant à Vienne (Autriche), ou le Retable de Santi Giovanni e Paolo de Giovanni Bellini, perdu dans un incendie, qui était dans la Basilique San Zanipolo.
La technique de la peinture est un exemple de ce que Vasari appelait pittura sanza disegno (peinture sans dessin). Il s'agissait d'une nouvelle approche de la peinture qui a révolutionné l'école vénitienne et qui est célèbre dans La Tempête. Titien, élève de Giorgione, devint plus tard l'un des représentants les plus importants de ce style.

## Analyse

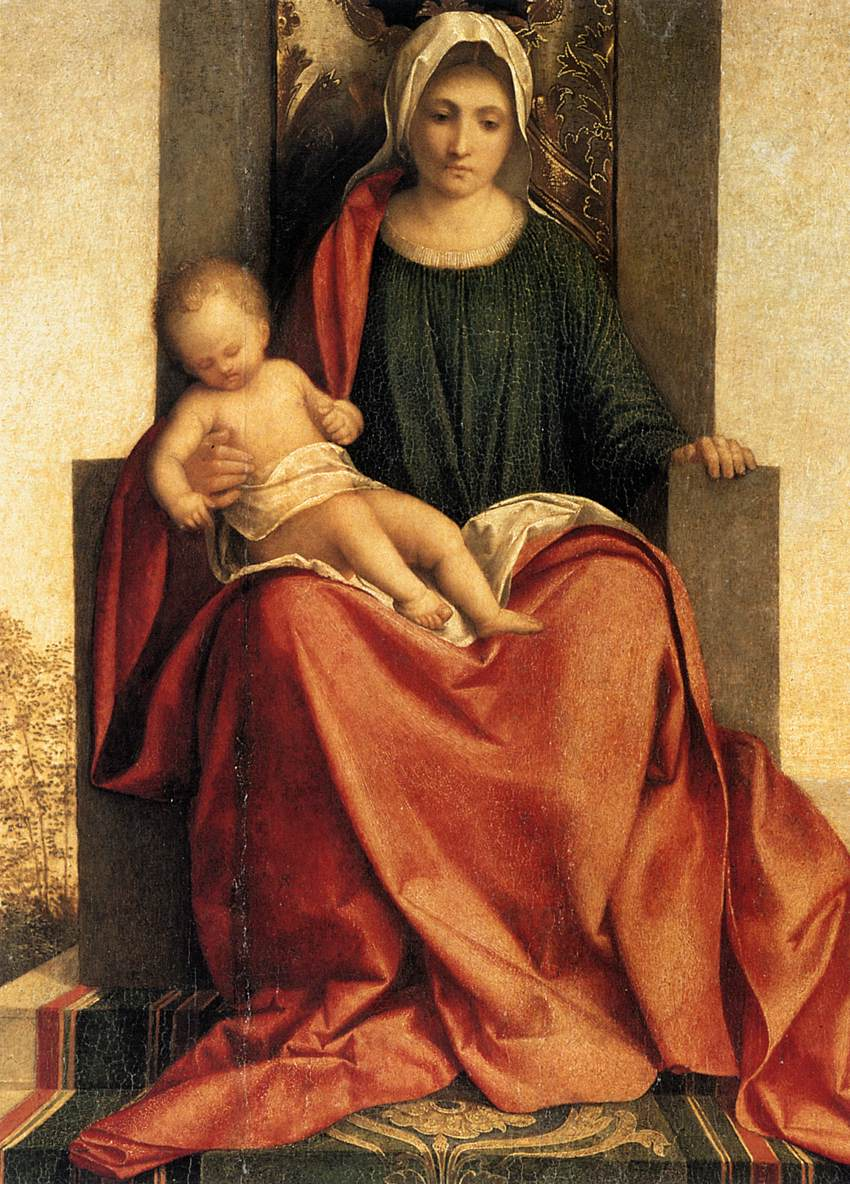
Détail.

Le retable peut être considéré comme une conversation sacrée grandiose dans le style inauguré dans les années 1470 par la La Conversation sacrée de Piero della Francesca  et celles de Venise, exécutées par Antonello de Messine dans les années 1470-1480. Elle est petite comparée aux grands retables de Bellini, plus encore que celle de Piero della Francesca et appartient à la tradition plus aimable et plus tendre des petites madones de Bellini placées dans un paysage. La vierge est lointaine, pensive, rêveuse, l'Enfant étendu passivement sur ses genoux ; les deux saints regardent le spectateur. Saint François reprend, à l'envers, le saint François de Bellini sur le retable de Saint-Job, mais les deux œuvres sont totalement différentes. Les proportions sont étonnantes : la Vierge trône sur un énorme piédestal, si haut que les têtes des deux saints sont bien en-dessous du bas du trône. On peut se demander si Giorgione n'a pas modifié sa composition et si au départ la Vierge n'était pas assise sur la partie inférieure du piédestal, là où se déploie le superbe brocart.
Le paysage est inscrit entièrement dans la partie supérieure ; les saints en sont exclus par le mur derrière le trône ; il est aussi serein que ceux des dernières madones de Bellini. La lumière n'a rien de dramatique ; elle éclaire doucement les personnages, projette des ombres légères et souligne l'atmosphère de piété tendre et pensive.
La Vierge est séparée du monde des saints et de la scène extérieure, comme dans les nouvelles représentations de la Vierge répandues au début du Cinquecento hors de Venise ; elle et son enfant sont si proches de la vision élégiaque de Bellini que seuls la séparation physique entre terrestre et divin et l'appel des saints au spectateur indiquent qu'il s'agit d'un tableau du XVIe siècle.

## Articles annexes
- Haute Renaissance
- Renaissance vénitienne